# Cash Flow Das Abenteuer Wirtschaft
Cash Flow (Eigenschreibweise CASH FLOW) ist ein österreichisches Wirtschaftsmagazin, das 1984 ursprünglich von Studenten der Wirtschaftsuniversität Wien gegründet wurde (Magazin für Wirtschaft und engagiertes Management) und nur viermal erschien. 1985 wurden die Titelrechte von Ferenc Papp und Johanna Maurovich übernommen und das Magazin unter dem Titel „Cash Flow Das Abenteuer Wirtschaft“ zur Jahreswende 1985/86 neu gestartet. 1986 erschien das Magazin zweimonatlich, ab 1987 monatlich. 1996 im April erschien die letzte Ausgabe von Cash Flow Das Abenteuer Wirtschaft.
Von 1989 bis Juni 2006 erschien Cash Flow auch in Ungarn als eigenständiges ungarisches Monats-Wirtschaftsmagazin „Cash Flow Gazdasági Magazin“. www.cfol.hu existiert noch 2013 als Online-Magazin des ehemaligen Printtitels.
2011 wurde von einer Gruppe rund um Ferenc Papp der Plan gefasst, eine „25-Jahre-Cash-Flow-Jubiläumsnummer“ herauszubringen.
Am 28. Juni 2011 erschien eine Preview-Nummer.
Am 8. Dezember 2011 erschien das erste Cash Flow nach 15 Jahren. Für diese Ausgabe gab Dietrich Mateschitz von Red Bull das einzige Exklusivinterview seit vielen Jahren.
Für 2012 waren vier Ausgaben geplant. Im Dezember 2012 erschien eine Ausgabe mit dem Coverthema „Start-Up“.
Eine ebenfalls für 2012 geplante spektakuläre Ausgabe zum Thema „Crowdfunding“, wobei das Cover auch über Crowdfunding „quadratzentimeterweise“ verkauft worden wäre, kam, hauptsächlich aus bürokratischen Gründen, nicht zustande.
In der Exhibition „Print Out“ im New Yorker MoMA (19. Februar bis 14. Mai 2012) wurde Cash Flow Das Abenteuer Wirtschaft als eines von ganz wenigen Magazinen präsentiert.
Im Juni 2013 erschien die Doppelnummer 01-02/2013 mit dem Coverthema „Teilen ist das neue Haben“ (Sharing), im Dezember 2013 erschien die Doppelnummer 3-4/2013.
Im Frühjahr 2013 gab Cash Flow die Herausgabe eines neuen Premiumhealth-Magazins namens „S.Class“ bekannt, die erste Ausgabe sollte Ende September 2013 erscheinen. Im Oktober 2013 erschien dann die erste Ausgabe mit dem neuen Titel „Premium Health, the leading magazine for private healthcare“ „premium health“ soll jährlich viermal erscheinen.
Die „neuen“ Ausgaben von Cash Flow (2011 bis 2013) sind auch als Gratis-App auf dem iPad zu lesen.